# مفتاح غزاله
مفتاح غزاله (عربی: مفتاح غزالة؛ زادهٔ ۳ اکتبر ۱۹۷۷) بازیکن فوتبال اهل لیبی بود.
وی همچنین در تیم ملی فوتبال لیبی بازی کرده‌است.